# Sphaerocodon angolensis
Sphaerocodon angolensis är en oleanderväxtart som beskrevs av Spencer Le Marchant Moore. Sphaerocodon angolensis ingår i släktet Sphaerocodon och familjen oleanderväxter. Inga underarter finns listade i Catalogue of Life.